# Gnardians of the Galaxy and Other Porn Parodies
Gnardians of the Galaxy and Other Porn Parodies ist eine Porno-Parodie des Films Guardians of the Galaxy und weiterer aus dem Jahr 2016.

## Handlung
Wie im Namen bereits angekündigt, handelt es sich um keinen zusammenhängenden Film. Insgesamt wurden fünf Filme verwendet, aus denen je eine Szene übernommen wurde. Dementsprechend ist, im Gegensatz zu sonstigen Porno-Parodien, nur wenig Handlung zu sehen.
Vor der ersten Porno-Szene ist eine an Indiana Jones und der Tempel des Todes angelehnte Szene zu sehen, bei der Star Load den Infinity Bone aus einem Raumschiff stehlen will und von einer Wächterin überrascht wird. 
Zusammen mit Rocket Racooch, Crax, Gamwhora und Groin findet er sich in einem Gefängnis wieder. Die fünf arbeiten zusammen, um fliehen zu können.
- Szene 1. Rocket Racooch (April O' Neil) befriedigt sich selbst mit einem Dildo (Gnardians of the Galaxy 1)

Kokrath stiehlt den Infinity Bone, doch Rocket Racooch bespringt sie und gibt so Star Load die Möglichkeit den Dildo wieder an sich zu nehmen. Er vernichtet Kokrath.
- Szene 2. Gamwhora (Daisy Ducati) und Star Load (Aaron Wilco)  (Gnardians of the Galaxy 2)

Crax füllt das Logbuch aus. Anschließend wird er von Nipula überrascht. Die beiden Erzfeinde fallen nach einem Wortduell übereinander her.
- Szene 3. Nipula (Sophia Locke) und Crax (Shane Diesel)  (Gnardians of the Galaxy 3)

Charlie Braun wird zunächst von einer Psychiaterin behandelt, die sich später als Lucy entpuppt.
- Szene 4. Barry Scott, Austin Lynn (Love Sucks, Charlie Brown)

Donald Hump wird von einer Journalistin besucht. Nachdem er sich rassistisch und sexistisch äußert, hat er dennoch Sex mit ihr.
- Szene 5. Trinity St. Clair, Dick Chibbles (Donald Tramp: The XXX Parody)

## Produktion und Veröffentlichung
Produziert und vermarktet wurde der Film durch WoodRocket. Regie führte Lee Roy Myers zusammen mit Nate Liquor und das Drehbuch schrieb er zusammen mit Locke Van Kemp.  Gedreht wurde im Mission Control Studio in Las Vegas. Die Erstveröffentlichung fand am 28. Januar 2016 in den Vereinigten Staaten auf DVD statt.

## Nominierungen
- AVN Awards, 2016[5]
  - Nominee: Best Makeup
  - Nominee: Best Marketing Campaign – Individual Project
  - Nominee: Best Special Effects
  - Nominee: Best Parody
  - Nominee: Best Soundtrack
  - Nominee: Best Art Direction
  - Nominee: Best Director: Parody, Lee Roy Meyers

- XBiz Awards, 2017[6]
  - Nominee: Parody Release of the Year
  - Nominee: Director of the Year – Parody, Lee Roy Meyers, Nate Liquor
  - Nominee: Best Special Effects

- XRCO Awards, 2016[7]
  - Nominee: Best Parody: Comic Book